# 354
354 (CCCLIV) fue un año común comenzado en sábado del calendario juliano, en vigor en aquella fecha.
En el Imperio romano, el año fue nombrado como el del consulado de Constancio y Constancio, o menos comúnmente, como el 1107 Ab urbe condita, adquiriendo su denominación como 354 a principios de la Edad Media, al establecerse el anno Domini.

## Acontecimientos

### China
- Fu Sheng (Fou Cheng), rey de los Shanxi (Chen-si), reina en el norte de China.

### Europa
- Los búlgaros son mencionados por vez primera en las crónicas europeas existentes.

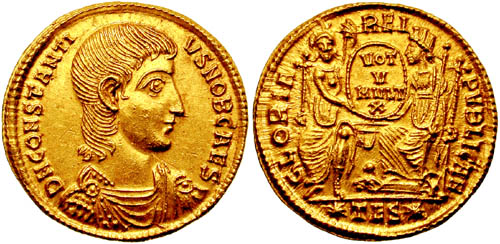
Sólido con la imagen de Constancio Galo.

### Imperio romano
- Constancio Galo, César de Oriente, es depuesto y ejecutado por orden de su primo, el emperador Constancio II.
- Los alamanes cruzan el Rin superior e invaden las tierras de los helvecios.
- Libanio se convierte en maestro de retórica en Antioquía; entre sus estudiantes se encuentran Juan Crisóstomo y Teodoro de Mopsuestia.

## Nacimientos
- 13 de noviembre: San Agustín, filósofo y teólogo.

## Fallecimientos
- Aorico, caudillo visigodo.